# Nobody's Watching
Pour plus de détails, voir Fiche technique et Distribution.
Nobody's Watching (Nadie nos mira) est un film argentin réalisé par Julia Solomonoff, sorti en 2017.

## Synopsis
L'histoire d'un trentenaire homosexuel Argentin qui a émigré aux États-Unis et a quitté la série qui l'a fait connaître pour devenir un grand acteur de cinéma.

## Fiche technique
- Titre : Nobody's Watching
- Titre original : Nadie nos mira
- Réalisation : Julia Solomonoff
- Scénario : Christina Lazaridi et Julia Solomonoff
- Musique : Sacha Amback et Pablo Mondragón
- Photographie : Lucio Bonelli
- Montage : Pablo Barbieri Carrera, Karen Sztajnberg et Andrés Tambornino
- Production : Natalia Agudelo Campillo, Nicolás Herreño Leal, Elisa Lleras, Andrés Longares, Jaime Mateus-Tique et Lúcia Murat
- Société de production : CEPA Audiovisual, Mad Love Film Factory, Aleph Motion Pictures, Taiga Filmes, La Panda, Travesia Productions, Miss Wasabi, Schortcut Films, Epicentre Films, Perdomo Productions, La Boyita, La Casa Studio et Chinita Films
- Société de distribution : Epicentre Films (France)
- Pays :  Argentine,  Espagne,  Colombie,  Brésil et  États-Unis
- Genre : Drame
- Durée : 102 minutes
- Dates de sortie : 
  -  Argentine : 18 mai 2017
  -  États-Unis : 8 septembre 2017
  -  France : 25 avril 2018

## Distribution
- Guillermo Pfening : Nico
- Rafael Ferro : Martín
- Paola Baldion : Viviana
- Mayte Montero : Marina
- Elena Roger : Andrea
- Ana Carolina Lima : Tikki
- Kerri Sohn : Claire
- Pascal Yen-Pfister : Pascal
- Cristina Morrison : Kara

## Accueil
Le film a reçu un accueil favorable de la critique. Il obtient un score moyen de 79 % sur Metacritic.